# Медресе Отаджонбай
Медресе Отаджонбай (или медресе Отаджон бай) — памятник архитектуры в Хиве Хорезмской области Республики Узбекистан. Медресе было построено в 1884 году на средства хивинского помещика Отаджонбая. Сегодня он находится по адресу улица Пахлавона Махмуда, 23, МФУ «Ичан Кала».
4 октября 2019 года постановлением Кабинета Министров Республики Узбекистан медресе Отаджонбай было включено в национальный список объектов недвижимости материального культурного наследия и взято под государственную охрану. В настоящее время государственный музей-заповедник «Ичан-Кала » является государственной собственностью на праве оперативного управления.

## История
В 1842 году правитель Хивинского ханства Оллокули-хан приказал обнести часть Хивы специальной стеной и назвал эту часть города «Ичан-Кала». В 19 веке в Хиве было построено множество медресе и мечетей. Среди известных медресе – медресе Отаджонбай, здание которого художественно оформлено. Медресе Отаджонбой возведено рядом с медресе Мазари Шариф в Хиве. Он был построен в 1884 году по инициативе и на средства хивинского помещика Отаджонбая. Медресе — считается одним из последних построенных зданий комплекса Пахлавана Махмуда. Если смотреть сверху его форма выглядит как асимметричный прямоугольник, идущий поперечно с востока на запад по отношению к внешнему входу в стене, расположенной на юге.
Между медресе Отаджонбай и медресе Мазори Шариф есть внутренний коридор. Эти два медресе кажутся единым комплексом из-за близкого расположения друг к другу.
Медресе было реконструировано в 1970-1980 годах. Сегодня здесь находится мастерская прикладного искусства — резьбы по дереву.

## Стиль строительства
Медресе было построено со сложной террасой (19,9х17,25 м), с фасадом, обращенным на юг. 2 крыла украшены букетом. Через переднюю часть медресе можно попасть в купольный мионсарай. Небольшой двор (5,65х11,0 м) окружен кельями. Купол мечети крытый, багровый и щитовидный. Багали и михраб на южной стене украшены мукарнами. Ячейки куполообразные. Прихожая, из которого можно попасть во двор, перекрыта куполом. Поскольку в медресе не было специальной учебной комнаты, его функцию должна была выполнять только одна большая комната на юго-западной стороне.

## Примечание
1. ↑  Тарихий, бадиий ёки ўзга маданий қимматлилиги туфайли гаров ва ипотека қўлланилиши мумкин бўлмаган объектлар рўйхати (ЎзР ВМ 05.12.2014 й. 335-сон қарорига илова) | Majburiyatlar va shartnomalar toʻgʻrisidagi umumiy qoidalar | Oʻz kuchini yoʻqotgan hujjatlar | Fuqarolik va oila qonunchiligi | OʻzR KonunchiligiMaʼlumotlar tizimi „Tarixiy, badiiy yoki oʻzga madaniy qimmatliligi tufayli garov va ipoteka qoʻllanilishi mumkin boʻlmagan obʼektlar roʻyxati (OʻzR VM 05.12.2014 y. 335-son qaroriga ilova)“ | NRM.uz. nrm.uz. Дата обращения: 24 октября 2023. Архивировано 26 октября 2023 года.
2. ↑  MODDIY MADANIY MEROSNING KO‘CHMAS MULK OBYEKTLARI MILLIY RO‘YXATINI TASDIQLASH TO‘G‘RISIDA. Дата обращения: 24 октября 2023. Архивировано 13 октября 2023 года.
3. ↑  Xiva — Otajonboy madrasasi. Дата обращения: 2023-yil 24-oktyabr. Архивировано 29 февраля 2024 года.
4. 1 2  OʻzME. Birinchi jild. Toshkent, 2000-yil
5. ↑  Otajonboy madrasasi. Дата обращения: 2023-yil 24-oktyabr. Архивировано 20 ноября 2023 года.